# Los pazos de Ulloa
Los Pazos de Ulloa és una novel·la d'Emilia Pardo Bazán (1851-1921) publicada per primer cop el 1886. Forma un díptic amb La madre naturaleza, publicada el 1887.
Es tracta de la novel·la que millor exemplifica el corrent naturalista dins del realisme literari espanyol, en reflectir l'acceptació de les teories positivistes aplicades a la literatura per l'escriptor francès i pare del naturalisme Émile Zola.
El 1985 va ser adaptada per a la televisió espanyola, dirigida per Gonzalo Suárez.

## Argument
Dom Julián Álvarez, un jove sacerdot, es dirigeix als Pazos de Ulloa per a servir al Marquès dom Pedro Moscoso com a administrador per recomanació de l'oncle del noble. Només arribar als Pazos, situats a una zona rural de Galícia, el sacerdot s'escandalitza pel decadent estat del palau i el comportament de Dom Pedro i els seus treballadors: El palau està en un estat ruïnós, la biblioteca i els comptes abandonats, la capella desatesa per l'actual abat. Dom Pedro, qui en realitat no és marquès ja que el títol va ser venut, és ignorant i rústic encara que es dona aires de gran senyor. Passa la major part del temps de cacera envoltat de personatges de mala reputació. El majordom de la finca, Primitivo, un vilatà astut i violent, controla tots els negocis del marquès i té atemorits els altres treballadors i fins i tot al propi marquès. La seva filla Sabela treballa com a cuinera als Pazos i és l'amant de Dom Pedro, amb qui té un fill il·legítim d'uns cinc anys anomenat Perucho. Perucho es cria desatès i gairebé salvatge als Pazos. Sabela coqueteja obertament amb Dom Julián i rep a vilatanes a la cuina dels pazos, aprovisionant-les del rebost del marquès. Al poble proper, Cebre, els cacics liberal i conservador es disputen el control de la comarca.
Julián decideix anar-se'n dels Pazos sentint que la seva honra de sacerdot està sent posada en dubte si continua consentint el romanç de Dom Pedro i Sabela. Quan es disposa a acomiadar-se del Marquès, presencia una violenta escena de gelosia entre el marquès i Sabela, qui ha estat ballant amb un gaiter a Cebre.
Dom Julián aconsella a Dom Pedro que canviï de comportament i de societat, però Dom Pedro li confessa els seus temors sobre Primitivo i que, encara que desitja acomiadar a Sabela, tem les represàlies del pare d'aquesta. Dom Julián el convenç que es marxi amb ell a Santiago i busqui esposa entre les seves primeres casaderes. Dom Pedro accepta entusiasmat. De camí a l'estació, Primitivo es disposa a disparar al Julián, però el marquès endevina les intencions del seu majordom i l'atura a temps.
A Santiago, Dom Pedro és rebut a casa del seu oncle Dom Manuel Pardo de la Lage, qui també és un noble arruïnat que guarda les aparences. Dom Manuel rep de bon grat la visita del nebot intuint les seves intencions de triar esposa entre les seves filles. Les senyoretes de la Lage són quatre: Rita, la més bella i alegre; Manolita, a qui el seu pare pretén casar amb un ric de Santiago; Marcelina (Nucha), la més discreta, i Carmen, la més jove, enamorada d'un estudiant de medicina per a disgust del seu pare. Encara que inicialment Dom Pedro és atret per Rita, decideix demanar la mà de Nucha després que Dom Julián li confessi que si ell mateix hagués de triar entre les senyoretes de la Lage, es decantaria per ella a causa del seu bon caràcter i piadoses maneres. També li esmenta que la padrina de Nucha és una rica anciana sense hereus.
Nucha i Dom Pedro es casen a Santiago, i després d'una temporada, Dom Pedro, cansat de les discussions amb el seu sogre sobre política i de no ser el senyor de la casa, decideix tornar als Pazos. Dom Pedro envia primer a Julián per acomiadar a Primitivo i a Sabela abans de l'arribada dels nous esposos. Julián es troba el comportament de Sabela i Primitivo completament canviat. Tots dos són amables i dòcils. Primitivo li explica al sacerdot que Sabela es casarà amb el gaiter de Cebre i deixarà la seva ocupació. Dom Julián no troba valor per acomiadar a Primitiu i s'excusa a si mateix pensant que només és necessari esperar una mica i que Sabela es casi.
Quan els esposos arriben als Pazos, Nucha li confessa al seu espòs que està embarassada. Dom Pedro s'il·lusiona davant la perspectiva de tenir un fill home amb Nucha. Els nous esposos freqüenten la limitada societat dels llogarets veïns als Pazos, com els senyors de Limioso, tots arruïnats nobles amb més presumpció que fortuna.
El temps passa i Sabela no es casa amb el gaiter. Sabela continua sent la cuinera dels Pazos i Primitivo el majordom per deixadesa de Dom Pedro i Dom Julián.
La salut de Nucha es deteriora durant l'embaràs. Després d'un part difícil, dona a llum a una nena. Dom Pedro es mostra disgustat pel sexe del bebè i es distancia a poc a poc de la seva esposa, reiniciant la seva relació amb Sabela. Dom Julián, no obstant això, centra la seva devoció en Nucha i la seva nena. Perucho gaudeix molt jugant amb el nadó fins que un dia Nucha, en comentar que els nens es volen com a germans, s'adona que Perucho és fill del seu marit per la cara torbada de Don Julián. Nucha prohibeix a Perucho acostar-se a ella o a la seva filla. A partir de llavors la relació de Nucha amb el seu marit es deteriora. Dom Julián troba signes de maltractament físic a la Nucha. Sabela i Primitivo tornen a prendre el control dels Pazos i Nucha viu atemorida d'ells.
A Cebre, els simpatitzants del Partit Conservador proposen a Dom Pedro com a candidat a diputat a Madrid per la regió. Encara que és el candidat favorit, perd les eleccions de manera flagrant. El cacic conservador se n'assabenta que el propi Primitivo ha amenaçat als votants perquè votin al candidat liberal, i envia a un sicari a matar a Primitivo.
Nucha li demana a Dom Julián que l'ajudi a escapar-se amb la seva filla a Santiago a casa del seu pare, ja que tem per la vida de la seva filla si ella mor, ja que Manolita és l'única hereva de Dom Pedro a part del bastard Perucho. Perucho avisa el seu avi Primitivo que la Senyora està parlant tota sola amb Dom Julián. Primitivo li promet diners al seu net si li explica al marquès que la seva dona s'està entrevistant tota sola amb el capellà amb la intenció que aquest cregui que mantenen una relació secreta. Perucho així ho fa. Dom Pedro pensa que el capellà té una relació il·legítima amb la seva dona i es dirigeix furiós a l'església. Pel camí es troba el cos sense vida de Primitivo, abatut d'un tir pel sicari de Barbacana. Dom Pedro troba a la seva dona parlant amb el capellà en la sagristia i dona per fet que la seva dona l'enganya amb el sacerdot. Dom Pedro acomiada a Dom Julián al moment.
El capellà retorna a Santiago i és destinat a un llogaret rural a Galícia, on uns anys després rep notícies de la mort de Nucha. Anys més tard, Dom Julián rep ordres de tornar als Pazos de nou. Només arribar visita la tomba de Nucha. Quan està resant en el cementiri apareixen Perucho i Manolita. El capellà se sorprèn en observar que Perucho va ben vestit mentre que Manolita va gairebé descalça.
Així acaba la novel·la, que continua a la segona part, La madre naturaleza.

## Gènere
Los Pazos de Ulloa, la més important de les obres de Pardo Bazán, reflecteix les contradiccions de l'autora i de la societat de la seva època. Expressament naturalista (i considerada com a tal per la crítica de la seva època), la novel·la també presenta elements de la novel·la realista i fins i tot gòtica. La intenció de l'autora era crear un "Naturalisme catòlic", la qual cosa es pot veure clarament en alguns elements de Los Pazos de Ulloa. D'una banda, el "temperament limfàtic" de Julián l'incapacita per a qualsevol tipus d'heroisme: això és naturalisme en estat pur, la biologia determina el caràcter. No obstant això, i en certa manera contradictòriament, a la descripció de Nucha la causalitat s'inverteix. La salut de Nucha va sofrir per la seva devoció; de jove va esgotar les seves forces portant en braços al seu germà, i després va caure malalta de nostàlgia quan la van allunyar d'ell. La importància de l'ànima i les emocions en Nucha recolzen la convicció de Pardo Bazán (expressada a La qüestió palpitant) que la vida humana es forma a partir de la fatalitat i la voluntat, mentre que la naturalesa es forma només a partir de la fatalitat.

## Estil
És la vida gallega del mitjà rural la que nostra escriptora intenta plasmar al món tancat dels Pazos. Però la realitat del segle xix separava tallantment la pràctica lingüística en dos vessants irreconciliables: el castellà urbà de la burgesia i dels vells gentilhomes, i el gallec dels camperols i de les classes més desfavorides. Pardo Bazán és perfectament conscient del seriós problema que se li planteja en plasmar les veus dels personatges santiaguencs i els de la muntanya orensana. Donades les diferències entre el gallec i el castellà, s'enfronta al dilema de mantenir les locucions dels personatges en el seu gallec "original" (fent-les, en molts casos, incomprensibles per al lector castellà) o traduir-les, perdent el sabor local i el realisme que busca en la novel·la. La solució que va adoptar va ser l'elaboració d'un parla artificial, manipulada per ella mateixa, no gaire allunyada de la llengua usual del camperol. Es tracta d'un constructe lingüístic suficientment versemblant per aconseguir infondre al text la força verística de la Galícia interior, aquest «país de llops» al que es refereixen Julián i, més tard, el narrador de Los Pazos de Ulloa. Però, també, el seu fort hibridisme castellà-gallec mostra l'interès de l'autora per arribar als seus lectors. Els esforços de Pardo Bazán per evitar problemes de comprensió es fan patents en algunes estratègies seguides, tals com l'ocupació de la cursiva per destacar una veu gallega, el que immediatament es doni el seu significat en castellà, o la semitraducció i castellanització en què es presenten alguns termes.

## Temes

### El caciquisme
Després de la Revolució de 1868, Isabel II va ser obligada a deposar el tron a causa de la pressió dels grups antimonàrquics; la profunda inestabilitat política derivada d'aquests fets donaria espai a la creació d'un plebiscit i a la convocatòria d'eleccions generals, en què el caciquisme (única forma en què el poder s'estenia a les zones rurals) cobraria el major protagonisme, filtrant-se, inclusivament, a la literatura. Los Pazos de Ulloa explora els perquès del caciquisme i les seves conseqüències entre els paisans de menor rang.

### La vida rural
L'oposició entre l'entorn rural i l'entorn urbà es reflecteix a la novel·la a través de les dues dones de dom Pedro. Sabela, l'amant de Dom Pedro i filla de Primitivo, és descrita com "la reina d'aquella petita cort" que reflecteix el seu propi poder en el llogaret. Encara que Sabela és una dona, ella treballa dins dels límits del seu sexe per controlar tot el que pot. Utilitza la seva sensualitat per guanyar control al llogaret. Per exemple, després del casament de Dom Pedro amb Nucha, ella encara continua tenint relacions amb ell com a mitjà per a mantenir la seva posició. Aquest control mostra el paper més dominant que té Sabela en comparació de les altres dones de la novel·la. Nucha és l'oposat a Sabela en el seu paper; és una dona típica d'aquesta època: és la pintura d'innocència; Julián recomana a Nucha com a esposa de Dom Pedro perquè ella és la millor de les germanes des del punt de vista religiós. Julián diu que ella és "el tipus ideal de la bíblica esposa". A l'entorn corrupte i immoral del llogaret, la Nucha es marcida fins a perdre la vida: és el triomf de la Naturalesa sobre la Religió.

### Les classes socials
Són conegudes les idees d'Emilia Pardo Bazán pel que fa a la classe social a la qual pertany i al menyspreu que manifesta cap a les classes inferiors. Julián es fa ressò d'aquestes opinions en alguns episodis de Los Pazos de Ulloa; així, quan increpa al marquès per mantenir relacions amb una simple criada (cap. VIII), no censura tant el fet pecaminós com la classe de la persona amb qui es duu a terme; per això l'aconsella anar a Santiago on hi ha «tantes senyoretes bones i honrades» i podrà casar-se «amb persona de la seva esfera».

### El determinisme
Allò fonamental del naturalismo d'Emilia és precisament la no acceptació del determinisme filosòfic, que és precisament el que dona la raó de ser al naturalisme. El determinisme naturalista oposa Pardo Bazán al realisme, concebut com a eclecticisme:
| « | Si és real en quant a existència veritable i efectiva, el realisme a l'art ens ofereix una teoria més ampla, completa i perfecta que el naturalisme. Comprèn i abasta allò natural i espiritual, el cos i l'ànima, i concilia i redueix a unitat d'oposició del naturalisme i de l'idealisme racional. En el realisme cap tot, menys les exageracions i desvaris de dues escoles extremes i per precisa conseqüència, exclusivistes. | » |

La resta és mera repetició: es rebutja la pornografia, s'accepta l'element científic (no determinista), aprova el llenguatge baix, popular, i la presència d'escenes violentes, fins i tot escabroses, però només fins a certs límits, respectant el decorament lingüístic, admet el mètode experimental, etc.